# Testudinella discoidea
Testudinella discoidea is een raderdiertjessoort uit de familie Testudinellidae. De wetenschappelijke naam van deze soort is voor het eerst geldig gepubliceerd in 1938 door Ahlstrom.